# 永瀬莉子
永瀬 莉子（ながせ りこ、2002年（平成14年）8月13日 - ）は、日本のファッションモデル、女優。広島県出身。ソニー・ミュージックアーティスツ所属。

## 略歴

### ファッションモデルとして
2018年8月23日、「Seventeen 夏の学園祭2018」（パシフィコ横浜・国立大ホール）で「ミスセブンティーン2018」に永瀬を含む6名が選ばれたことが発表、披露された。
トンボ「トンボ学生服」のブランドには、進学校をイメージした「&be」と楽しい学校生活をイメージした「OLIVE des OLIVE School」があるが、『Seventeen』（集英社）専属モデルの田鍋梨々花と永瀬は、「OLIVE des OLIVE School」のイメージモデルに選ばれた。永瀬は、「Seventeen 夏の学園祭2019」の「school uniform」SHOWに登場し、秋田汐梨らと共に制服姿でランウェイを歩いた。
「超十代 -ULTRA TEENS FES-2019」、「第29回マイナビ presents 東京ガールズコレクション 2019 AUTUMN/WINTER」（さいたまスーパーアリーナ）に出演するなど、ファッションイベントでの活躍も多くなっている。
2024年7月18日、8月1日発売の「Seventeen」夏号をもって約6年間務めてきた専属モデルを卒業することを発表。

### 女優として
2019年1月4日、第30回フジテレビヤングシナリオ大賞受賞作『ココア』（フジテレビ）にてテレビドラマ初出演。永瀬はオムニバス形式の同作品の主人公である3人の女子高校生の内、一人を演じた。同年5月23日、木曜劇場『ストロベリーナイト・サーガ』（フジテレビ）で3話連続のエピソード「インビジブルレイン」に出演し、地上波連続ドラマ初出演。同年8月3日、オトナの土ドラ『それぞれの断崖』（東海テレビ・フジテレビ）では、遠藤憲一が演じる主人公の次女として出演し、初めて連続ドラマにレギュラー出演。
2020年8月18日、ソニー・ミュージックアーティスツ所属の新鋭女優を主人公にしたオムニバス形式ドラマ『スポットライト』第6話で主演を務め、テレビドラマ単独初主演。同年9月17日、ABEMA SPECIALで配信されたドラマ『17.3 about a sex』で連続ドラマ初主演。配信1週目には当時のABEMAオリジナルドラマ史上1位のコメント数を記録。
2021年3月6日、FMシアター『あの恋は、檸檬のようだった』（NHK-FM）でラジオドラマ初出演し、初主演を務めた。同年5月21日公開『藍に響け』が映画初出演。同年10月8日、アニメーション映画『神在月のこども』で声優初挑戦。
2022年3月24日、新宿文化センター大ホールにて「Seventeen」による、舞台『Bling Bling by Seventeen』で舞台初出演。同年10月期金曜ドラマ『クロサギ』（TBS）でゴールデンプライムタイムの連続ドラマに初めてレギュラー出演。
2023年4月期シンドラ『春は短し恋せよ男子。』（日本テレビ）でヒロイン・橘柊役で出演し、地上波連続ドラマで初めてヒロイン役を務める。
2024年10月期ドラマイズム『その着せ替え人形は恋をする』（MBS・TBS）で野村康太とダブル主演を務め、地上波連続ドラマ初主演。

## 人物
- 小学生の頃、原宿でスカウトを受けたが、中学受験が控えているため断った。しかし、この時から芸能活動に関心を持つようになった[27]。
- 同じ広島県出身であることから、綾瀬はるかが憧れと目標の芸能人である[27]。
- BBIQ光インターネットが初のテレビCM出演。ドラマ仕立ての同CMで、阿部寛が演じるBBIQイメージキャラクターの娘役を務めた[28][29]。

## 出演

### テレビドラマ
- ココア（2019年1月4日、フジテレビ、第30回フジテレビヤングシナリオ大賞受賞作） - 大沢志穂 役[注 1][31]
- 絶叫（2019年3月24日、WOWOW） - 鈴木陽子（高校時代）役[32]
- ストロベリーナイト・サーガ 第7話 - 第9話（2019年5月23日 - 6月6日、フジテレビ） - 内田貴代 役[14][15][16]
- それぞれの断崖（2019年8月3日 - 9月21日、東海テレビ・フジテレビ） - 志方真紀 役[33][34][35]
- シャーロック 第6話（2019年11月11日、フジテレビ） - 高遠美樹（高校時代）役[36]
- アンサング・シンデレラ 病院薬剤師の処方箋 第1話（2020年7月16日、フジテレビ） - 森本優花 役[37][38]
- スポットライト 第7話（2020年8月18日、TOKYO MX1） - 少女 役[18]
- さくらの親子丼 第3シリーズ（2020年10月17日 - 12月19日、東海テレビ・フジテレビ） - 阪巻梨花 役[39]
- 七人の秘書 第4話（2020年11月12日、テレビ朝日） - 小杉映子 役[40]
- ギヴン（2021年11月23日 - 12月18日、フジテレビ） - 笠井朱乃 役
- SDGsミニドラマ あの日、おばあちゃんが教えてくれたこと（2021年12月18日、NHK） - 和未 役[41]
- ゴシップ#彼女が知りたい本当の○○ 第5話・第6話（2022年2月3日・10日、フジテレビ） - 岸辺春香 役[42]
- 恋の病と野郎組 Season2 第6話・最終話（2022年2月28日・3月28日、日本テレビ） - 第6話ヒロイン・権藤アユミ 役[43]
- 空白を満たしなさい 第2話・最終話（2022年7月2日 - 7月30日、NHK） - 権田アイ 役
- クロサギ（2022年10月21日 - 12月23日、TBS） - 三島ゆかり 役[24]
- 夫を社会的に抹殺する5つの方法 第1話 - 第6話（2023年1月11日 - 2月15日、テレビ東京） - ここまちゃん 役[44]
- 春は短し恋せよ男子。（2023年4月25日 - 6月27日、日本テレビ） - ヒロイン・橘柊 役[25]
- この素晴らしき世界（2023年7月20日 - 9月14日、フジテレビ） - 蒼井蛍 役[45]
- 恋をするなら二度目が上等 第1話・第2話（2024年3月6日・13日、MBS・TBS） - 福田あこ 役[46]
- Re:リベンジ-欲望の果てに- 第1話 - 第4話（2024年4月11日 - 5月2日、フジテレビ） - 木谷景子 役[47]
- 東京タワー 第1話・第3話 - 第5話（2024年4月20日・5月4日 - 18日、テレビ朝日） - 白石楓 役[48]
- 対ありでした。〜お嬢さまは格闘ゲームなんてしない〜（2024年6月16日 - 7月14日、読売テレビ） - 一ノ瀬珠樹 役[49]
- 素晴らしき哉、先生!（2024年8月18日 - 10月6日、朝日放送テレビ・テレビ朝日） - 宗方林檎 役[50][51][52]
- その着せ替え人形は恋をする（2024年10月9日 - 12月11日、MBS・TBS） - 喜多川海夢 役[53]（野村康太とダブル主演）[54]
- 御上先生（2025年1月19日 - 3月23日、TBS） - 櫻井未知留 役[55][56]
- 初恋DOGs（2025年7月1日 - 、TBS） - 三杉加奈 役[57]

### 配信ドラマ
- 17.3 about a sex（2020年9月17日 - 10月29日、ABEMA） - 清野咲良 役[58][19][59][60]
- ギヴン（2021年7月17日 - 8月21日、FOD） - 笠井朱乃 役
- 対ありでした。 〜お嬢さまは格闘ゲームなんてしない〜（2023年5月19日 - 7月7日、Lemino） - 一ノ瀬珠樹 役[61]
- THE DAYS（2023年6月1日、Netflix） - 桐原の妹 役
- 素晴らしき哉、高校生! 第1話（2024年8月18日、TVer） - 宗方林檎 役[62]

### ラジオドラマ
- FMシアター あの恋は、檸檬のようだった（2021年3月6日、NHK-FM） - 可奈子 役[21]

### 映画
- 藍に響け（2021年5月21日） - 江森寿 役[22]
- モエカレはオレンジ色（2022年7月8日） - 桐谷紗弓 役[63]
- 左様なら今晩は（2022年11月11日） - 玲奈 役[64]
- 君は放課後インソムニア（2023年6月23日） - 蟹川モトコ 役[65]
- マッチング（2024年2月23日、KADOKAWA） - 工藤未菜 役[66]
- 恋をするなら二度目が上等〜special edition〜（2024年12月23日、カルチュア・パブリッシャーズ） - 福田あこ 役[67]

### 劇場アニメ
- 神在月のこども（2021年10月8日） - ミキ 役[23]

### 舞台
- Bling Bling by Seventeen（2022年3月24日、新宿文化センター・大ホール） - 薫子 役[68]

### MV
- No title「ねがいごと」（2018年）[69]
- 櫻坂46 ｢偶然の答え｣（2021年）[70]
- 足立佳奈 ＆wacci 「キミとなら」（2021年）[71]
- Greeeen「たけてん」（2021年）[72]
- リーガルリリー「たたかわないらいおん」（2022年）[73]
- Wacci「恋だろ」（2022年）[74]
- マルシィ「ラブストーリー」（2022年）[75]
- My Hair is Bad
  - 「悲劇のヒロイン」（2024年）
  - 「自由とヒステリー」（2024年）
- りりあ。「騙されないからね。」（2024年）

### テレビ番組
- コネクト（2022年4月 - 、NHK広島放送局） - 不定期出演
- 秘密のストレス共有バラエティ め組の園（2025年7月15日、TBS） - 部下 役（再現ドラマに出演）[76]
- 巷のウワサ大検証!それって実際どうなの会（2025年7月21日、TBS）

### CM
- QTnet BBIQ光インターネット[28][29] - ひかり 役
  - 「BBIQ家の人々 帰宅篇」（2019年）
  - 「BBIQ家の人々 親子ゲンカ篇」（2019年）
  - 「BBIQ家の人々 寝坊篇」（2020年10月 - ）[77]
  - 「BBIQ家の人々 思春期篇」（2020年11月 -）[77]
  - 「BBIQ家の人々 力説編」(2021年）
  - 「九州の海鮮（回線）エビ篇」(2021年)
- ユニバーサル・スタジオ・ジャパン「ユニ春（このまま終われる春じゃない）」（2021年）
- Lemon8（2022年6月24日 - ）[78]
- ミステリーの歩き方（2024年12月）[79]

### 広告
- 早稲田塾（2018年 - ）イメージモデル[80][81]
- トンボ OLIVE des OLIVE School（2019年 - ）イメージモデル[82]

### ランウェイ
- 第37回 マイナビ 東京ガールズコレクション 2023 AUTUMN／WINTER（2023年9月2日、さいたまスーパーアリーナ）[83]
- Rakuten GirlsAward 2023 AUTUMN/WINTER（2023年9月30日、幕張メッセ）[84]

### イベント
- Seventeen 夏の学園祭
  - Seventeen夏の学園祭2023（2023年8月23日、東京ドームシティ プリズムホール）[85]

## 書籍

### 写真集
- 初写真集（2025年8月20日、宝島社）ISBN 9784299065902[86]

### 雑誌
- Seventeen（2018年10月号 - 2024年夏号、集英社） - 専属モデル[87]